# Shiqiao (sockenhuvudort i Kina, Liaoning Sheng, lat 40,64, long 122,50)
Shiqiao är en sockenhuvudort i Kina. Den ligger i provinsen Liaoning, i den nordöstra delen av landet, omkring 150 kilometer sydväst om provinshuvudstaden Shenyang. Antalet invånare är 65 319. Befolkningen består av 32 371 kvinnor och 32 948 män. Barn under 15 år utgör 11,0 %, vuxna 15-64 år 80 %, och äldre över 65 år 8,0 %.
Runt Shiqiao är det tätbefolkat, med 331 invånare per kvadratkilometer. Närmaste större samhälle är Gangdu, 1,3 km öster om Shiqiao. Trakten runt Shiqiao består till största delen av jordbruksmark.
Genomsnittlig årsnederbörd är 976 millimeter. Den regnigaste månaden är juli, med i genomsnitt 249 mm nederbörd, och den torraste är januari, med 7 mm nederbörd.